# Gerda Pirch

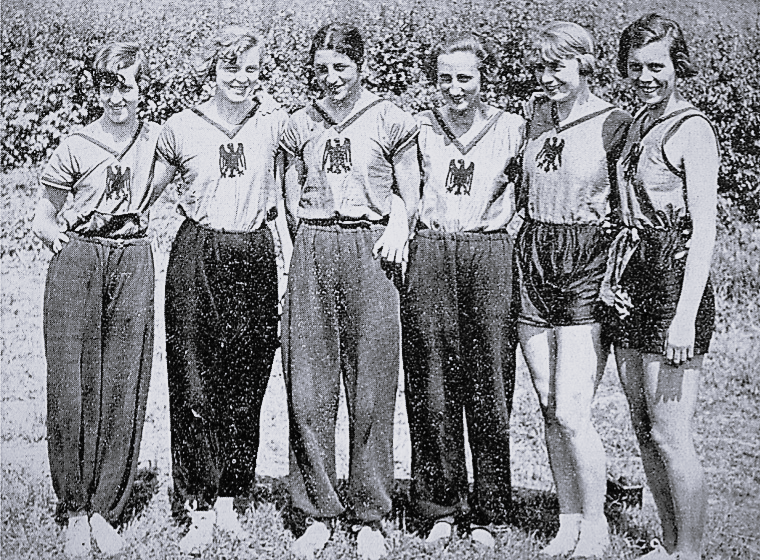
Deutsche Leichtathletinnen 1931 in Florenz von links nach rechts: Detta Lorenz, Gerda Pirch, Marie Dollinger, Auguste Hargus, Tilly Fleischer und Lisa Gelius

Gerda Anna Klara Pirch (* 6. Dezember 1910 in Charlottenburg bei Berlin; † 6. Mai 1998 in Köln) war eine deutsche Leichtathletin, die sich auf den 80-Meter-Hürdenlauf spezialisiert hatte.

## Sportliche Karriere
Gerda Pirch startete für den SCC Berlin. Bei den Deutschen Meisterschaften 1929 stand erstmals der 80-Meter-Hürdenlauf auf dem Programm. Ruth Becker siegte vor Gerda Pirch. 1930 in Lennep und 1931 in Magdeburg gewann Pirch den Titel. Nach einem dritten Platz 1932 in Berlin belegte Pirch 1934 in Nürnberg noch einmal den zweiten Platz hinter Ruth Engelhard(-Becker).
Bei den Frauen-Weltspielen 1930 in Prag siegte die Schwedin Maj Jakobsson vor Gerda Pirch und der Deutschen Ursula Birkholz. Vier Jahre später bei den Frauen-Weltspielen 1934 in London schied Pirch im Zwischenlauf aus. Außerdem nahm sie an drei Länderkämpfen teil und an der inoffiziellen Frauen-Olympiade 1931 in Florenz.
Nach ihrer Heirat 1942 hieß sie Gerda Pinski.